# Pendowo (Bodeh)
Pendowo is een bestuurslaag in het regentschap Pemalang van de provincie Midden-Java, Indonesië. Pendowo telt 4446 inwoners (volkstelling 2010).